# Sven Hörstadius
Sven Otto Hörstadius, född 18 februari 1898 i Hedvig Eleonora församling, Stockholm, död 16 juni 1996 i Helga Trefaldighets församling, Uppsala, var en svensk embryolog.

## Biografi
Sven Hörstadius var son till hovrättsrådet Wilhelm Hörstadius och Svea, född Hård af Segerstad. Han studerade vid Stockholms högskola för John Runnström, tog fil.lic. där 1928, och utnämndes till docent samma år med gradualavhandlingen Über die Determination des Keimes bei Echinodermen. Två år senare doktorerade han. Han utnämndes till professor i zoologi vid Uppsala universitet 1942, där han var verksam till sin pension 1964. Som emeritus gav han fortfarande föreläsningar vid nittio års ålder.
I början av sin forskarbana studerade Hörstadius huvudsakligen sjöborrars embryon, eftersom de är mycket lämpliga för detta ändamål, samt isolerade och transplanterade celler till dem för utforska hur deras utveckling påverkades. Det senare var mycket revolutionerande på sin tid. I sina undersökningar utgick han från äggens anlag, studerade anlag i äggens regioner, och hur olika organ utvecklas. Han blev senare en av världens ledande forskare i kraniets utveckling under fosterstadiet.
1950 publicerades The Neural Crest, som är hans mest lästa bok, och för vilken han fick internationellt erkännande som en av samtidens främste forskare. Han medverkade 1956 till grundandet av International Committee on Laboratory Animals (ICLA), och valdes till dess ordförande. Han innehade den posten till 1958 då han avgick. Till hans engagemang hör även ordförandeskap i ICSU och IUBS, varför han även var verksam i Unesco.
Hörstadius invaldes i Vetenskapsakademien 1946 och i Royal Society 1952 samt var ledamot av ett flertal ytterligare prestigefyllda sällskap runt om i världen. Han utsågs till hedersdoktor vid Sorbonne 1954 och var även hedersdoktor vid Cambridge University och Bristol University. I Sverige var han bland annat verksam vid Naturskyddsföreningen och Sveriges ornitologiska förening, samt ingick i det statliga naturvetenskapliga forskningsrådet. Han var ordförande i Allmänna Sången 1945-1959. 1974 blev han hedersledamot av Upplands fornminnesförening.
Sven Hörstadius är begraven på Uppsala gamla kyrkogård.